# Premier League Malti 2003-2004
L'edizione 2003-2004 della Premier League maltese (MIA Premier League per motivi di sponsorizzazione)  è stata l'ottantanovesima edizione della massima serie del campionato maltese di calcio. Il titolo è stato vinto dallo Sliema Wanderers per la seconda volta consecutiva.

## Classifica prima fase
|    | Classifica         | G  | V  | N | P  | GF | GS | Dif | Pt | Pt detratti | Pt 2ª fase |
| -- | ------------------ | -- | -- | - | -- | -- | -- | --- | -- | ----------- | ---------- |
| 1  | Sliema Wanderers   | 18 | 13 | 2 | 3  | 37 | 15 | +22 | 41 | 20          | 21         |
| 2  | Birkirkara         | 18 | 11 | 2 | 5  | 41 | 18 | +23 | 35 | 17          | 18         |
| 3  | Hibernians         | 18 | 10 | 4 | 4  | 31 | 25 | +6  | 34 | 17          | 17         |
| 4  | Marsaxlokk         | 18 | 9  | 4 | 5  | 30 | 22 | +8  | 31 | 15          | 16         |
| 5  | Floriana           | 18 | 7  | 6 | 5  | 33 | 26 | +7  | 27 | 13          | 14         |
| 6  | Pietà Hotspurs     | 18 | 7  | 6 | 5  | 28 | 25 | +3  | 27 | 13          | 14         |
| 7  | Valletta           | 18 | 6  | 5 | 7  | 27 | 29 | -2  | 23 | 11          | 12         |
| 8  | Balzan Youths      | 18 | 5  | 3 | 10 | 22 | 37 | -15 | 18 | 9           | 9          |
| 9  | Msida Saint-Joseph | 18 | 2  | 4 | 12 | 18 | 35 | -17 | 10 | 5           | 5          |
| 10 | Ħamrun Spartans    | 18 | 0  | 4 | 14 | 11 | 46 | -35 | 4  | 2           | 2          |

### Verdetti prima fase
Accedono ai playoff campionato:

Sliema Wanderers, Birkirkara, Hibernians, Marsaxlokk, Floriana, Pietà Hotspurs 

Accedono ai playoff retrocessione

Valletta, Balzan Youths, Msida Saint-Joseph, Ħamrun Spartans

## Classifiche seconda fase

### Playoff campionato
|   | Classifica       | G  | V  | N | P  | GF | GS | Dif | Pt |
| - | ---------------- | -- | -- | - | -- | -- | -- | --- | -- |
| 1 | Sliema Wanderers | 28 | 20 | 3 | 5  | 61 | 27 | +34 | 43 |
| 2 | Birkirkara       | 28 | 17 | 5 | 6  | 59 | 30 | +29 | 39 |
| 3 | Hibernians       | 28 | 16 | 4 | 8  | 47 | 38 | +9  | 35 |
| 4 | Marsaxlokk       | 28 | 12 | 6 | 10 | 46 | 39 | +7  | 27 |
| 5 | Pietà Hotspurs   | 28 | 9  | 9 | 10 | 40 | 40 | 0   | 23 |
| 6 | Floriana         | 28 | 8  | 7 | 13 | 41 | 51 | -10 | 18 |

### Playoff retrocessione
|    | Classifica         | G  | V  | N | P  | GF | GS | Dif | Pt |
| -- | ------------------ | -- | -- | - | -- | -- | -- | --- | -- |
| 7  | Valletta           | 24 | 11 | 5 | 8  | 41 | 33 | +8  | 27 |
| 8  | Msida Saint-Joseph | 24 | 6  | 5 | 13 | 32 | 42 | -10 | 18 |
| 9  | Balzan Youths      | 24 | 7  | 3 | 14 | 28 | 51 | -23 | 15 |
| 10 | Ħamrun Spartans    | 24 | 0  | 5 | 19 | 16 | 60 | -44 | 3  |

## Verdetti finali
- Sliema Wanderers Campione di Malta 2003-2004
- Balzan Youths e Ħamrun Spartans retrocesse.